# Marc Camoletti
Marc Camoletti, född 16 november 1923 i Genève, Schweiz, död 18 juli 2003 i Deauville, Frankrike, var en fransk dramatiker.

## Biografi
Camoletti föddes som fransk medborgare i Schweiz i en familj med italienska rötter. Hans karriär som dramatiker började 1958, då tre av hans pjäser sattes upp samtidigt i Paris. En av dem, La bonne Anna, spelades 1300 gånger och sattes även upp runt om i världen. I Sverige fick den premiär 1960 på Borås kretsteater under titeln Natten är min!.
Hans största succé kom 1960 med farsen Boeing-Boeing. Den har satts upp flera gånger i Sverige efter premiären på Vasateatern i Stockholm 1962. Vid den svenska premiären spelades huvudrollerna av Karl-Arne Holmsten och Sture Lagerwall i regi av Herman Ahlsell. Hans fars Pyjamas pour six sattes upp första gången i Sverige 1995 på Vasateatern under titeln Dubbeltrubbel med bland andra Dan Ekborg och Marie Göranzon i huvudrollerna. 1997 spelades den på Palladium i Malmö med Eva Rydberg.
Han var riddare av Hederslegionen.

## Dramatik
- 1958 – La bonne Anna
  - 1960 – Natten är min!, Borås kretsteater
- 1960 – Boeing-Boeing
  - 1962 – Boeing-Boeing (Översättning Lennart Lagerwall), Vasateatern
  - 1964 – Far i luften, Lisebergsteatern/ABC-teatern
  - 1971 – Vår i luften (Översättning Lennart Lagerwall), Malmö stadsteater
  - 2009 – Boeing-Boeing, Nöjesteatern
- 1963 – Sémiramis
- 1965 – Secretissimo
- 1967 – La bonne adresse
  - 1993 – Jo, det gällde annonsen (Översättning Gertrud Hemmel och Anders Albien), Helsingborgs stadsteater
- 1968 – L'Amour propre
- 1972 – Duos sur canapé
- 1976 – Happy Birthday
- 1980 – On dînera au lit
- 1984 – Le Bluffeur
- 1985 – Pyjamas pour six
  - 1995 – Dubbeltrubbel (Översättning Lars Amble och Brasse Brännström), Vasateatern
  - 1995 – Som man bäddar (Översättning Jan Nielsen), Helsingborgs stadsteater
  - 1997 – Lilla fransyskan (Översättning Jan Richter), Palladium
  - 2018 – Dubbeltrubbel, Krusenstiernska teatern/Lisebergsteatern
- 1987 – La Chambre d'ami
- 1991 – Darling chérie
- 1993 – Sexe et jalousie
- 1997 – Voyage de noces